# جوني جونز (لاعب كرة قدم أمريكية أمريكي)
جوني جونز (بالإنجليزية: Johnny Jones)‏ هو لاعب كرة قدم أمريكية أمريكي، ولد في 19 أكتوبر 1988 في باهوكي في الولايات المتحدة.

## وصلات خارجية
- جوني جونز على موقع مرجع كرة القدم المحترفة.كوم (الإنجليزية)